# Canadian Vickers Vigil
Il Canadian Vickers Vigil fu un aereo da collegamento e rilevazione incendi biplano biposto sviluppato dall'azienda aeronautica canadese Canadian Vickers Limited negli anni venti del XX secolo e rimasto allo stadio di prototipo.

## Storia del progetto
Nel 1926 la Royal Canadian Air Force emise il requisito C/11/26 per la sostituzione degli Airco DH.4 allora in servizio, impiegati per la scoperta e il rilevamento di eventuali incendi boschivi. Il capo progettista della Canadian Vickers Limited, Wilfrid Thomas Reid, sviluppò un nuovo modello, designato Vigil, il cui progetto venne esaminato nel mese di novembre ed ordinato il 20 dicembre. Il prototipo (matricola G-CYWZ) andò in volo per la prima volta l'11 maggio 1928 sull'aeroporto di St. Hubert, Québec, nelle mani dello Squadron Leader R.S. Grandy, coadiuvato dal Flight Lieutenant A. Ferrier, risultando subito troppo pesante per la potenza installata, con prestazioni del tutto insoddisfacenti. Considerato inadatto al ruolo, non ne furono ordinati ulteriori esemplari.

## Descrizione tecnica

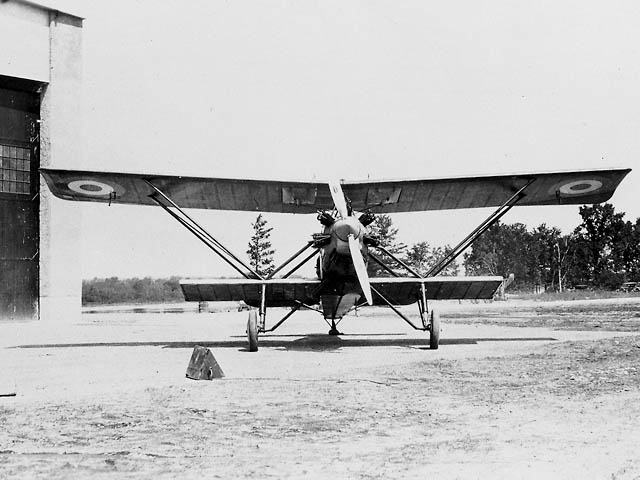
Vista frontale del prototipo del Canadian Vickers Vigil.

La configurazione alare era biplana, con le ali dritte e di apertura diseguale (formula sesquiplana), costruite in tubi d'acciaio con rivestimento in duralluminio.  Le due ali erano collegate tra loro con quattro coppie di montanti, due a V invertita e due a N, rinforzati da cavi d'acciaio; la superiore era montata alta a parasole e l'inferiore bassa sulla fusoliera. Quest'ultima ospitava in posizione inferiore le gambe principali del carrello d'atterraggio. Questo era triciclo posteriore fisso, con le gambe principali collegate all'ala inferiore da due coppie di montanti e dotate di una ruota priva di carenatura di protezione. In caso di impiego su terreni innevati le ruote potevano essere sostituite da sci.  L'impennaggio di coda era del tipo classico monoderiva, dotato di piani orizzontali controventati. e ospitava inferiormente il pattino d'atterraggio. La cabina di pilotaggio, posta posteriormente alle ali, aveva abitacolo aperto.
La propulsione era assicurata da un motore radiale Armstrong Siddeley Lynx IV a 7 cilindri raffreddati ad aria, erogante la potenza di 180 CV (130 kW) ed azionante un'elica bipala lignea a passo fisso.

## Impiego operativo
L'unico esemplare costruito fu trasferito alla Rockliffe Air Station di Ottawa, nell'Ontario, dove fu utilizzato dai piloti locali per voli di addestramento. Tra il gennaio e il febbraio 1929 venne utilizzato per il trasporto aereo della posta nelle Province marittime. Nel settembre dell'anno successivo il velivolo necessitava di revisione e riparazione, ma dopo una attenta analisi ciò fu giudicato non conveniente e l'aereo venne quindi radiato il 3 novembre e poi demolito.

## Paesi utilizzatori
Canada
- Royal Canadian Air Force